# Насир ад-Дин ат-Туси
Мохамед бин Мохамед бин ал-Хасан ат-Туси (на персийски: محمد بن محمد بن حسن طوسی), по-известен като Насир ад-Дин ат-Туси (на персийски: نصیر الدین طوسی), е персийски математик, астроном, философ, лекар и богослов. Той е един от най-значимите персийски учени в Средновековието. Често е смятан за създател на тригонометрията като самостоятелна математическа дисциплина. Арабският учен Ибн Халдун го смята за най-великия персийски учени от по-късното време.

## Биография
Роден е през 1201 г. в град Тус, Персия. Започва да учи от ранна възраст. В Хамадан и Тус изучава Корана, хадисите, логика, философия, математика, медицина и астрономия. Изпълнявайки желанието на баща си, се занимава много сериозно с учене. Пътува надалеч, за да присъства на лекциите на известни учени и да придобие знания и умения. В ранна възраст се премества в Нишапур, за да учи философия при Фарид ад-Дин Дамад и математика при Мохамед Хасиб.
Учи математика и астрономия с Камал ад-Дин Юнус в Мосул. По-късно си кореспондира със Садр ад-Дин ал-Кунауи, зет на Ибн Араби. Съставя свой собствен наръчник по философски суфизъм под формата на малка брошура, озаглавена „Атрибутите на прославените“.

## Научна дейност
Написал е около 150 произведения, от които 25 са на персийски, а останалите – на арабски. Има и един трактат на арабски, персийски и огузки език.
По време на престоя си в Нишапур Туси си изгражда репутация на изключителен учен. Пишейки както на арабски, така и на персийски, се занимава с религиозни и с нерелигиозни или светски теми. Неговите творби включват арабски версии на произведенията на Евклид, Архимед, Птолемей, Автолик и Теодосий.
Преписи на негови трудове се съхраняват в Националната библиотека в София.